# イノセント・エグブニケ
イノセント・エグブニケ（Innocent Egbunike、1961年11月30日 - ）は、ナイジェリアの陸上競技選手。1984年ロサンゼルスオリンピックの銅メダリストである。

## 経歴
エグブニケが最初に国際大会に登場したのは、1983年のユニバーシアードエドモントン大会である。この大会では200mで20秒42で金メダルを獲得している。さらに同年にはヘルシンキで行われた第1回世界選手権に出場。200mと4×100mRで決勝に残り、それぞれ6位と5位という成績を残した。
翌年の1984年のロサンゼルスオリンピックでは400mと4×400mRに出場。400mは7位に終わったものの、4×400mRは、ナイジェリアのアンカーを務め、2分59秒32で銅メダルを獲得した。
1987年にはローマで開催された世界選手権に出場。400mでは、アメリカのハリー・レイノルズの下馬評が高かったが、エグブニケは、44秒56のタイムで東ドイツのトーマス・シェーンレーベに次ぎ、レイノルズらを押さえ、銀メダルを獲得した。
エグブニケは、1988年ソウルオリンピックでも、前回のロサンゼルスと同じく400mと4×400mRに出場。しかし、400mは5位、4×400mRも7位に終わっている。
エグブニケは、引退後はコーチとして活躍。2000年シドニーオリンピック男子400mハードル金メダルのアンジェロ・テイラーらを指導した。

## 自己ベスト
- 100m - 10秒15 (1984年)
- 200m - 20秒42 (1983年)
- 400m - 44秒17 (1987年)
- 800m - 1分51秒1 (1986年)

## 主な実績
| 年   | 大会                       | 場所                         | 種目    | 結果      | 記録      |
| ---- | -------------------------- | ---------------------------- | ------- | --------- | --------- |
| 1983 | ユニバーシアード           | エドモントン(カナダ)         | 200m    | 1位       | 20秒42秒  |
| 1983 | 世界陸上競技選手権大会     | ヘルシンキ(フィンランド)     | 100m    | 6位（qf） | 10秒52    |
| 1983 | 世界陸上競技選手権大会     | ヘルシンキ(フィンランド)     | 200m    | 6位       | 20秒63    |
| 1983 | 世界陸上競技選手権大会     | ヘルシンキ(フィンランド)     | 4×100mR | 5位       | 39秒44    |
| 1984 | オリンピック               | ロサンゼルス(アメリカ合衆国) | 400m    | 7位       | 45秒35    |
| 1984 | オリンピック               | ロサンゼルス(アメリカ合衆国) | 4×400mR | 3位       | 2分59秒32 |
| 1984 | アフリカ陸上競技選手権大会 | ラバト(モロッコ)             | 200m    | 1位       | 20秒66秒  |
| 1985 | ユニバーシアード           | 神戸市(日本)                 | 400m    | 1位       | 45秒10    |
| 1985 | IAAFワールドカップ         | キャンベラ(オーストラリア)   | 400m    | 3位       | 44秒99    |
| 1985 | アフリカ陸上競技選手権大会 | カイロ(エジプト)             | 200m    | 2位       | 20秒85秒  |
| 1985 | アフリカ陸上競技選手権大会 | カイロ(エジプト)             | 400m    | 1位       | 45秒22    |
| 1987 | オールアフリカゲームズ     | ナイロビ(ケニア)             | 400m    | 1位       | 44秒23    |
| 1987 | 世界陸上競技選手権大会     | ローマ(イタリア)             | 400m    | 2位       | 44秒56    |
| 1987 | 世界陸上競技選手権大会     | ローマ(イタリア)             | 4×100mR | -（h）    | DNS       |
| 1987 | 世界陸上競技選手権大会     | ローマ(イタリア)             | 4×400mR | -         | DNS       |
| 1988 | アフリカ陸上競技選手権大会 | アナバ(アルジェリア)         | 400m    | 1位       | 45秒43    |
| 1988 | オリンピック               | ソウル（韓国）               | 400m    | 5位       | 44秒72    |
| 1988 | オリンピック               | ソウル（韓国）               | 4×400mR | 7位       | 3分02秒50 |

- qfは2次予選、hは予選